# Бабіч Надія Матвіївна
Надія Матвіївна Бабіч (…)  — генеральна директорка Одеського Національного академічного театру опери і балету (з 2010 року). Заслужений працівник культури України (2009). Кавалерка ордену Княгині Ольги III ступеню (2019). Керівник Управління культури ООДА на час ліквідації цього Управління 4 червня 2014.